# Spaelotis nigriceps
Spaelotis nigriceps là một loài bướm đêm trong họ Noctuidae.